# Memoria FRAM

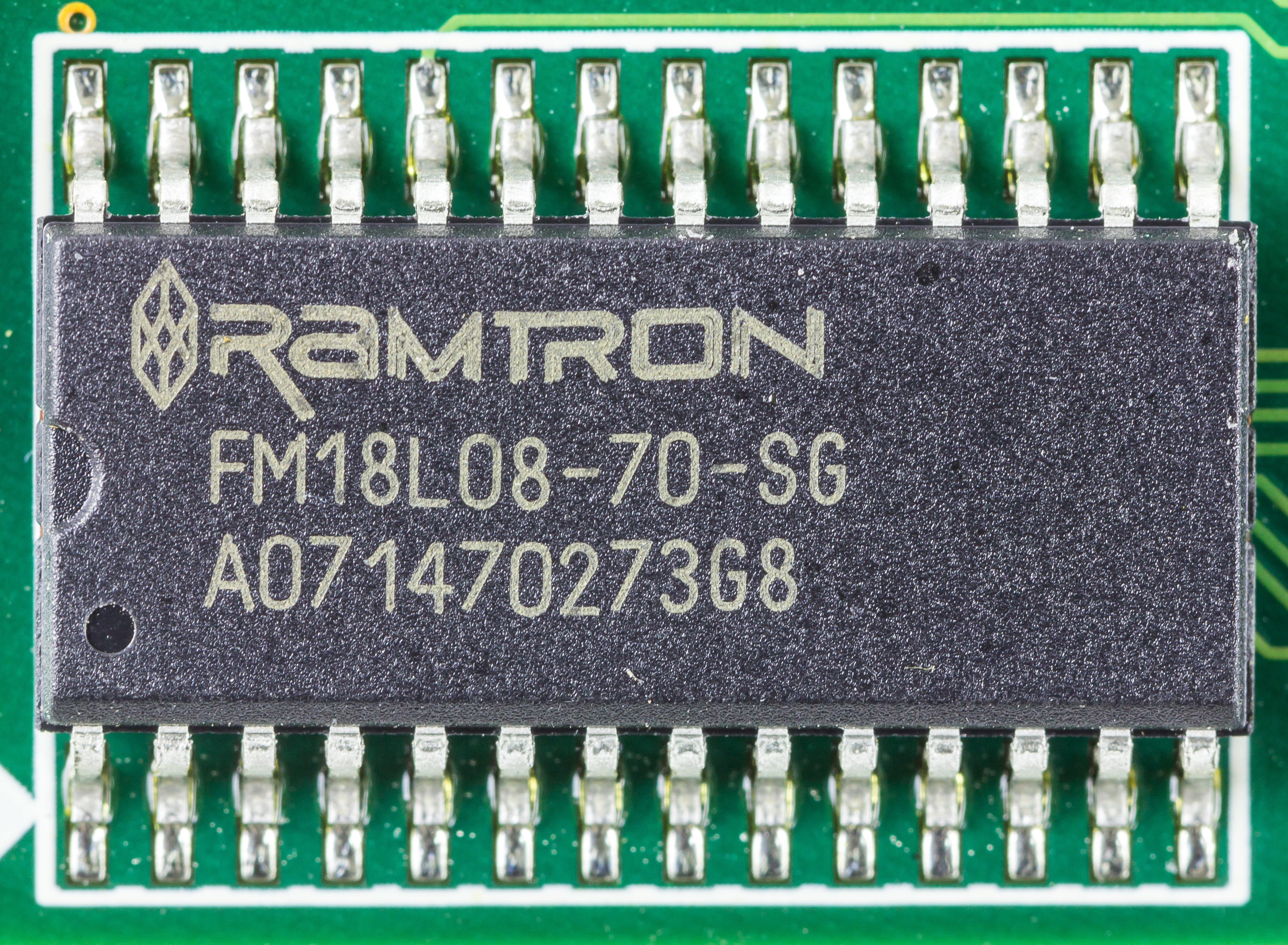
FeRAM

La RAM ferroeléctrica (FeRAM, F-RAM o FRAM) es una memoria de estado sólido, similar a la memoria RAM, pero que tiene un funcionamiento más parecido a las antiguas memorias de ferrita.
Esta memoria, en lugar de preservar la carga de un microscópico condensador, contiene dentro moléculas que preservan la información por medio de un efecto ferroeléctrico.

## Características
- Tiempo de acceso corto: debido a su funcionamiento, tienen velocidades (del orden de la centena de nanosegundos) que las habilitan para trabajar como memoria principal con la mayoría de los microprocesadores.
- Lectura destructiva: como todas las memorias ferroeléctricas, la lectura es destructiva. Esto no representa un problema, ya que el chip se encarga de reescribir los datos luego de una lectura.
- No volátiles: su funcionamiento hace prescindibles los refrescos y la alimentación para la retención de datos.
- Encapsulados: se consiguen hoy en día tanto en variedades para trabajo en paralelo (para conectar a un bus de datos) como en serie (como memoria de apoyo).